# Zouhair Naïm
Zouhair Naïm (né le 5 mai 1985) est un footballeur marocain évoluant au poste d'attaquant au Olympique Youssoufia.

## Palmarès
Moghreb de Tétouan
- Champion du Maroc en 2014

## Distinctions personnelles
- 2013-2014 : Co-meilleur buteur de la Botola Pro (11 buts)